# بارتلوميج برمان
بارتلوميج برمان هو لاعب كرة قدم بولندي، ولد في 1 مايو 2001 في بوزنان في بولندا.

## وصلات خارجية
- بارتلوميج برمان على موقع قاعدة بيانات كرة القدم.إي يو (الإنجليزية)
- بارتلوميج برمان على موقع Soccerway.com (الإنجليزية)